# Ола (Луизијана)
Ола (енгл. Olla) град је у америчкој савезној држави Луизијана.

## Демографија
По попису из 2010. године број становника је 1.385, што је 32 (-2,3%) становника мање него 2000. године.
| Група             | 2000.         | 2010.         |
| Белци             | 1.332 (94,0%) | 1.320 (95,3%) |
| Афроамериканци    | 49 (3,5%)     | 25 (1,8%)     |
| Азијати           | 6 (0,4%)      | 2 (0,1%)      |
| Хиспаноамериканци | 17 (1,2%)     | 22 (1,6%)     |
| Укупно            | 1.417         | 1.385         |